# Cay Holmberg
Cay Hake Holmberg, född den 27 mars 1933 i Johannebergs församling i Göteborg, död den 16 juni 2025 i Oscars distrikt i Stockholm, var en svensk militär.

## Biografi
Holmberg avlade studentexamen i Göteborg 1954 och sjöofficersexamen 1957. Han blev fänrik i flottan samma år och tjänstgjorde då på HMS Halland. Holmberg gick ubåtsjaktutbildning i Storbritannien 1962 och stabskursen vid Militärhögskolan 1966–1968. Han befordrades 1970 till kommendörkapten av andra graden. Åren 1971–1972 var Holmberg jagarchef och befordrades 1972 till kommendörkapten. Han var lärare i strategi vid Militärhögskolan 1974–1977. År 1979 blev Holmberg kommendörkapten med särskild tjänsteställning. Han befordrades 1984 till kommendör och var 1984–1987 chef för Berga örlogsskolor. År 1987 befordrades han till kommendör av första graden och var 1987–1990 chef för Flottans vapenslagsinspektion i marinstaben. 
I februari 1990 utnämndes Holmberg till chef för den svenska övervakningskontingenten vid Neutrala nationernas övervakningskommission i Korea. Svenska officerare i internationella uppdrag kan tilläggas en högre tjänstegrad varvid Holmberg kom att under sin Korea-tjänstgöring fram till 1 december 1991 att vara konteramiral, motsvarande amiral av andra graden. Tjänstgöringen kom att förlängas och totalt kom han att tjänstgöra i Korea från maj 1990 till februari 1992.
Cay Holmberg invaldes 1969 som ledamot av Kungliga Örlogsmannasällskapet och 1982 som ledamot av Kungliga Krigsvetenskapsakademien. 
Han var far till Filippa Reinfeldt och därigenom svärfar till Fredrik Reinfeldt.

## Utmärkelser
- Kungliga Örlogsmannasällskapets förtjänstmedalj i silver (2001)[6]
- Order of National Security Merit, Cheonsu Medal (1992)[7]
- Korean Service Medal (1992)[7]